# 勝間田清一
勝間田清一（日语：／ Katsumata Seiich */?，1908年2月11日—1989年12月14日），1908年生於日本静岡縣御殿場市，日本社會黨籍政治家，曾任日本社會黨委員長。

## 生平
勝間田清一1908年生於日本静岡縣御殿場市。勝間田家中世紀時曾是當地的國人眾，後因於15世紀時起兵反對今川義忠而沒落。到勝間田清一一代，家中以養蠶為業。
勝間田清一大學畢業於京都帝國大學（今京都大學）農學部，後進入政府工作，成為一名公務員。
二戰結束後，1947年，獲日本社會黨推薦，於靜岡縣第2區當選眾議員，由此踏入政界。1962年，勝間田清一參與主導具左傾色彩的日本社會黨新綱領制訂。1967年8月19日—1968年10月4日間，擔任日本社會黨委員長。
1986，宣佈從政界引退。1989年12月14日，去世。享年81歲。

## 外部連結
- 勝間田清一政治談話録音 （页面存档备份，存于） - 国立国会図書館 憲政資料室

| 議會席位          | 議會席位                                | 議會席位          |
| ----------------- | --------------------------------------- | ----------------- |
| 前任： 岡田春夫   | 眾議院副議長 第55任：1983年 - 1986年    | 繼任： 多賀谷真稔 |
| 政党职务          |                                         |                   |
| 前任： 佐佐木更三 | 日本社会党委員長 第6任：1967年 - 1968年 | 繼任： 成田知巳   |